# Skonto Arena
La Skonto Arena est une enceinte sportive située à Riga, en Lettonie.
Elle est principalement utilisée pour le hockey sur glace et le basket-ball. Elle peut accueillir 6 500 personnes et sa construction a été achevée en 2006.

## Histoire
Elle a accueilli le championnat du monde de hockey sur glace 2006 avec la Riga Arena.

## Évènements
- Concours Eurovision de la chanson 2003
- Championnat du monde de hockey sur glace 2006